# Mariana Sansón Argüello
Mariana Sansón Argüello (* 6. Juni 1918 in León; † 6. Mai 2002 ebenda) war eine nicaraguanische Lyrikerin und Malerin.
Sansón lebte drei Jahre in Rom, wo ihre ersten Gedichte entstanden. Veröffentlicht erschienen erste Gedichte 1959 in ihrer Heimatstadt in den Cuadernos Universitarios der Universidad Nacional Autónoma de Nicaragua (UNAN). Ihr 1986/1987 entstandener Zoo Fantástico wurde 1994 gedruckt. Außerdem schrieb sie Gedichte und Prosatexte für die Veröffentlichung in der Beilage der La Prensa Literaria. Ein großer Teil ihres lyrischen Werkes erschien 1996 in dem Band Las horas y sus voces. Sansón war die erste Frau, die in die Academia Nicaragüense de la Lengua aufgenommen wurde.
Mit Rosa Carlota Tünnermann gründete Sansón Anfang der 1970er Jahre in León eine Malschule, die unter der Schirmherrschaft der UNAN stand. Auf Anregung von Ernesto Cardenal gründete sie 1980 El Grupo Sutiaba de Pintores Primitivos. Aus dieser unter ihrer Leitung stehenden Gruppe ging u. a. die Malerin Olga Maradiaga hervor. Nach ihrem Tod gründete die Asociación Nicaragüense de Escritoras 2003 den Concurso Nacional de Poesía Escrita por Mujeres “Mariana Sansón”.